# Нассох, Мохаммед
Мохамед Нассох (араб. محمد نصوح‎; род. 26 января 2003, Эйндховен, Северный Брабант) — марокканский футболист, атакующий полузащитник клуба НАК Бреда.

## Клубная карьера
Нассох — воспитанник клуба ПСВ. 19 апреля 2021 года в матче против «Де Графсхап» он дебютировал в Эрстедивизи за дублирующий состав. Летом 2024 года Нассох перешёл в роттердамскую «Спарту», подписав контракт на четыре года. 11 августа в матче против «Хераклеса» он дебютировал в Эредивизи. 21 сентября в поединке против «Валвейка» Мохаммед забил свой первый гол за «Спарту».
Летом 2025 года стал игроком клуба НАК Бреда, подписав четырёхлетний контракт до середины 2029 года.